# Российская хоккейная лига (2011—2015)
Российская хоккейная лига — существовавшая в 2011—2015 годах третья по силе лига в системе российского хоккея (после Континентальной хоккейной лиги и Высшей хоккейной лиги). Перед началом сезона 2015/2016 права на проведение РХЛ перешли от ФХР к ВХЛ и лига была переименована в Первенство Высшей хоккейной лиги.

## История

### Сезон 2011/2012
Чемпионат стартовал в Западной конференции двумя матчами 10 и 11 сентября, и в Восточной 7 и 8 октября. В Западной конференции чемпионат открывали команды «ХК Челны» и «ХК Липецк», в обоих матчах победу со счётом 2:4 одержал «ХК Липецк». В Восточной конференции встречались «Кедр» и «Буревестник», в обоих матчах победа осталась за «Кедром» (5:2 и 6:2).
23 февраля в Западной конференции стартовал плей-офф. В итоге, победу в финале одержал победитель регулярного этапа на Западе — воронежский «Буран», выигравший у тверского «ТХК» с общим счётом в серии 3:1. В матче за третье место победу одержал смоленский «Славутич», одолевший «Кристалл» из Электростали со счётом 7:1. На востоке по итогам регулярного этапа победителем стал барнаульский «Алтай», второе место занял «Шахтёр» из Прокопьевска, третье — «Кедр» из Новоуральска.

### Сезон 2012/2013
В межсезонье РХЛ потерпела большие потери: из лиги ушло сразу 7 клубов. Первыми, 27 апреля, лигу покинули «Зауралье-2», «Спутник-2»: на их основе партнёрские клубы создали молодёжные команды, которые ныне выступают в первенстве МХЛ. Вместе с ними в МХЛ ушёл также «Белгород». Затем, 30 мая, из лиги ушли «Буран» и «ТХК», которые подали заявки на вступление в ВХЛ ещё в марте. И наконец, 27 июля, в МХЛ ушли «Челны» и «Нефтяник-2», который теперь называется «Спутник».
14 августа в лигу вступили два новичка: «Буревестник-1976» из Томска и «Ямальские Стерхи» из Ноябрьска. Кроме того, сразу три клуба сменили своё название: новосибирские «Крылья Советов» сменили своё название на «Новосибирск», тюменский «Газовик» на «Рубин-2», а северский «Янтарь» сменил название на «Нефтяник-Смена».
Однако, 2 октября 2012 года «Буревестник-1976», так и не получив должного финансирования, снялся с чемпионата РХЛ.

## Таблица призёров
| Сезон     | Чемпион                   | 2-е место                     | 3-е место                                           | Победитель регулярного сезона |
| --------- | ------------------------- | ----------------------------- | --------------------------------------------------- | ----------------------------- |
| 2011/2012 | «Славутич» (Смоленск)     | «Буран» (Воронеж)             | ТХК (Тверь)                                         | «Буран» (Воронеж)             |
| 2012/2013 | «Мордовия» (Саранск)      | «Ямальские Стерхи» (Ноябрьск) | «Славутич» (Смоленск)                               | «Славутич» (Смоленск)         |
| 2013/2014 | «Славутич» (Смоленск)     | «Мордовия» (Саранск)          | «Алтай» (Барнаул) / «Ямальские Стерхи» (Ноябрьск) * | «Славутич» (Смоленск)         |
| 2014/2015 | «Ростов» (Ростов-на-Дону) | ЦСК ВВС (Самара)              | «Мордовия» (Саранск) / «Славутич» (Смоленск)        | «Славутич» (Смоленск)         |

В сезоне 2013/2014 и 2014/2015 игры за 3-е место не проводились.

## Статистика выступлений
|                         | Команда  | 2012 | 2013 | 2014 | 2015 |
| ----------------------- | -------- | ---- | ---- | ---- | ---- |
|                         | Славутич | 3    | 1    | 1    | 1    |
| Мордовия                | 13       | 6    | 2    | 3    |      |
| Ростов                  |          |      | 4    | 2    |      |
|                         | Буран    | 1    | В    | В    | В    |
| ТХК                     | 2        | В    | В    | В    |      |
| Ямальские Стерхи        |          | 3    | 5    | 4    |      |
| Динамо-Алтай            | 4        | 5    | 8    | 8    |      |
| ЦСК ВВС                 | 10       | 13   | 3    | 5    |      |
|                         |          |      |      |      |      |
| Тамбов                  | 14       | 14   | 11   | 6    |      |
| Кедр                    | 8        | 12   | 9    |      |      |
| Шахтёр                  | 7        | 4    |      |      |      |
| Кристалл (Электросталь) | 6        | 7    | 12   |      |      |
| Липецк                  | 5        | 2    | В    | В    |      |
| ХК Брянск               | 11       | 10   | 7    | Н    |      |
| ХК Белгород             | 12       | Н    | Н    | Н    |      |
| Прогресс                | 20       | 9    | 6    | Н    |      |
| Кристалл-Югра           | 9        | 11   | 10   |      |      |
| Сокол                   | 22       | 16   | 13   | 7    |      |
|                         |          |      |      |      |      |
| Челны                   | 15       | Н    | М    | М    |      |
| Юниор-Спутник           | 17       | Н    | Н    | Н    |      |
| Спутник (Альметьевск)   | 19       | Н    | Н    | Н    |      |
| Рубин-2                 | 18       | 15   | 14   |      |      |
| Буревестник             | 16       | 8    | ***  |      |      |
| Нефтяник-Смена          | 21       | 18   |      |      |      |
| Новосибирск**           | 23       | 17   |      |      |      |
| Юниор****               | 24       | Н    | М    | М    |      |
| Ангел Сибири            |          |      | 15   |      |      |
| Союз                    |          |      |      | 9    |      |

| Цвет         | Значение                                 |
| ------------ | ---------------------------------------- |
| Красный      | Чемпион                                  |
| Жёлтый       | Вице-чемпион                             |
| Зелёный      | Полуфиналист чемпионата                  |
| Голубой      | Участник 1/4 финала чемпионата           |
| Синий        | Участник плей-офф                        |
| Светло-серый | Команда, не прошедшая в плей-офф         |
| Серый        | Команда, не принимающая участие в сезоне |

```
 
* В сезоне 2011/2012 в Восточной конференции плей-офф не разыгрывали. Вместо этого шла борьба за первые три места в группе.

 ** В сезоне 2011/2012 клуб назывался «Крылья Советов». В августе 2012 года клуб был переименован в «ХК Новосибирск».

 *** Команда Буревестник снялась с розыгрыша после 10 матчей.

 **** В сезоне 2011/2012 клуб назывался «Зауралье-2». В 2012 году клуб был переименован в «Юниор».
```